# Algona (Iowa)
Algona è una città degli Stati Uniti, capoluogo della Contea di Kossuth, nello Stato dell'Iowa.

## Geografia fisica
Le coordinate geografiche della città sono: 43°04′13″N 94°13′47″W (43.070274 -94.229726). Algona ha una superficie di 11,7 km². Le città limitrofe sono: Bode, Burt, Corwith, Fenton, Livermore Lone Rock, Lu Verne, Ottosen, Titonka, Wesley, West Bend e Whittemore. Algon è situata a 364 m s.l.m.

## Società

### Evoluzione demografica
Al censimento del 2000, Algona contava 5.741 abitanti, e 2.434 famiglie. La densità di popolazione era di 490,68 abitanti per chilometro quadrato. Le unità abitative erano 2.640, con una media di 225,64 per chilometro quadrato. La composizione razziale contava il 98,38% di euroamericani, lo 0,09% di afroamericani, lo 0,19% di nativi americani, lo 0,80% di asiatici e lo 0,24% di altre razze. Gli ispanici e i latini erano lo 0,71% della popolazione residente.